# Алакинце (Свети Никола)
Алакинце (мкд. Алакинце) је насеље у Северној Македонији, у средишњем делу државе. Алакинце је село у саставу општине Свети Никола.

## Географија
Алакинце је смештено у средишњем делу Северне Македоније. Од најближег града, Штипа, насеље је удаљено 40 km северзападно.
Насеље Алакинце се налази у северозападном делу историјске области Овче поље. Оно смештено на месту где поље прелази у Градиштанску планину на западу. Надморска висина насеља је приближно 410 метара.
Месна клима је блажи облик континенталне због близине Егејског мора (жарка лета).

## Становништво
Алакинце је према последњем попису из 2002. године имало 5 становника.
Већинско становништво су етнички Македонци (100%).
Претежна вероисповест месног становништва је православље.